# Prionocera pubescens
Prionocera pubescens là một loài ruồi trong họ Ruồi hạc (Tipulidae). Chúng phân bố ở Chúng phân bố ở vùng sinh thái Palearctic và Nearctic.